# Myrmeleon tigrinus
Myrmeleon tigrinus är en insektsart som beskrevs av Fabricius 1775. Myrmeleon tigrinus ingår i släktet Myrmeleon och familjen myrlejonsländor. Inga underarter finns listade i Catalogue of Life.